# Canthon aequinoctialis
Canthon aequinoctialis là một loài bọ cánh cứng trong họ Bọ hung (Scarabaeidae).